# Ејвон (Алабама)
Ејвон (енгл. Avon) град је у америчкој савезној држави Алабама. По попису становништва из 2010. у њему је живело 543 становника.

## Демографија
Према попису становништва из 2010. у граду је живело 543 становника, што је 77 (16,5%) становника више него 2000. године.
| Група             | 2000.       | 2010.       |
| Белци             | 438 (94,0%) | 507 (93,4%) |
| Афроамериканци    | 20 (4,3%)   | 10 (1,8%)   |
| Азијати           | 0 (0,0%)    | 0 (0,0%)    |
| Хиспаноамериканци | 2 (0,4%)    | 7 (1,3%)    |
| Укупно            | 466         | 543         |